# Montlainsia
Montlainsia est, à partir du 1er janvier 2017, une commune nouvelle française située dans le département du Jura, dans la région culturelle et historique de Franche-Comté et la région administrative Bourgogne-Franche-Comté.

## Géographie

### Hydrographie
La commune de Montlainsia est située dans le bassin hydrographique Rhône-Méditerranée. On dénombre uniquement quelques ruisseaux sur le territoire de la commune : le ruisseau de la Chapelle et le Ponson à Lains, le ruisseau des Vernes et la Doye à Montagna. Tous sont des affluents de la rivière du Suran, elle-même affluente de la rivière d'Ain. 

### Climat
Pour des articles plus généraux, voir Climat de la Bourgogne-Franche-Comté et Climat du département du Jura.
En 2010, le climat de la commune est de type climat de montagne, selon une étude du Centre national de la recherche scientifique s'appuyant sur une série de données couvrant la période 1971-2000. En 2020, Météo-France publie une typologie des climats de la France métropolitaine dans laquelle la commune est exposée à un climat semi-continental et est dans la région climatique Jura, caractérisée par une forte pluviométrie en toutes saisons (1 000 à 1 500 mm/an), des hivers rigoureux et un ensoleillement médiocre.
Pour la période 1971-2000, la température annuelle moyenne est de 9,8 °C, avec une amplitude thermique annuelle de 17 °C. Le cumul annuel moyen de précipitations est de 1 488 mm, avec 13,3 jours de précipitations en janvier et 8,9 jours en juillet. Pour la période 1991-2020, la température moyenne annuelle observée sur la station météorologique de Météo-France la plus proche, « Saint-Julien Sa », sur la commune de Val Suran à 3 km à vol d'oiseau, est de 10,6 °C et le cumul annuel moyen de précipitations est de 1 349,8 mm. 
La température maximale relevée sur cette station est de 38,6 °C, atteinte le 24 août 2023 ; la température minimale est de −20,6 °C, atteinte le 30 décembre 2005,,.
Les paramètres climatiques de la commune ont été estimés pour le milieu du siècle (2041-2070) selon différents scénarios d'émission de gaz à effet de serre à partir des nouvelles projections climatiques de référence DRIAS-2020. Ils sont consultables sur un site dédié publié par Météo-France en novembre 2022.

## Urbanisme

### Typologie
Au 1er janvier 2024, Montlainsia est catégorisée commune rurale à habitat très dispersé, selon la nouvelle grille communale de densité à sept niveaux définie par l'Insee en 2022.
Elle est située hors unité urbaine et hors attraction des villes,.

## Toponymie
Montlainsia est un mot-valise formé par les noms de trois communes formant la commune nouvelle : Montagna-le-Templier, Lains et Dessia.

## Histoire
La commune est née du regroupement des communes de Dessia, de Lains et de Montagna-le-Templier qui deviennent des communes déléguées, le 1er janvier 2017. Son chef-lieu se situe à Lains.

## Politique et administration
| Nom                  | Code Insee | Intercommunalité   | Superficie (km2) | Population (dernière pop. légale) | Densité (hab./km2) |
| -------------------- | ---------- | ------------------ | ---------------- | --------------------------------- | ------------------ |
| Lains (siège)        | 39273      | CC Petite Montagne | 9,81             | 82 (2014)                         | 8,4                |
| Dessia               | 39195      | CC Petite Montagne | 4,64             | 60 (2014)                         | 13                 |
| Montagna-le-Templier | 39347      | CC Petite Montagne | 7,05             | 105 (2014)                        | 15                 |

### Liste des maires
| Période                                  | Période  | Identité   | Étiquette | Qualité |
| ---------------------------------------- | -------- | ---------- | --------- | ------- |
| Les données manquantes sont à compléter. |          |            |           |         |
| 2020                                     | En cours | Rémy Bunod |           |         |

## Démographie
L'évolution du nombre d'habitants est connue à travers les recensements de la population effectués dans la commune depuis sa création.
En 2022, la commune comptait 212 habitants, en évolution de −14,17 % par rapport à 2016 (Jura : −0,81 %, France hors Mayotte : +2,11 %).
| 2015 | 2016 | 2017 | 2022 |
| ---- | ---- | ---- | ---- |
| 247  | 247  | 246  | 212  |